# Forteresse de Varberg
La forteresse de Varberg est utilisée entre la fin du XIIIe siècle et 1830. Elle est construite par Jacob Nielsen contre le Danemark, dont le roi déclare Nielsen hors-la-loi.
Sur le Vardberget, qui a donné son nom à la forteresse et à la ville de Varberg, Jacob Nielsen, comte du nord du Halland, a fait construire un château pour le protéger après avoir été condamné comme hors-la-loi en 1287. Le château a été agrandi au cours du XIVe siècle, alors qu'il était tour à tour aux mains des Danois, des Norvégiens et des Suédois. À certains moments, Halland était en fait un royaume à part entière. Par exemple, le roi Magnus Eriksson séjournait parfois au château de Varberg. Le château a été assiégé et capturé pendant la querelle des comtes en 1536. Les Suédois s'emparèrent du château de Varberg en 1565 pendant la guerre de Sept Ans, mais il fut assiégé et repris par les Danois en 1569.
Entre 1588 et 1618, le roi Christian IV a fait agrandir le château médiéval pour en faire une forteresse moderne avec des remparts et des casemates. Les travaux ont été dirigés par le Néerlandais Hans van Steenwinckel l'Ancien. Depuis lors, la forteresse n'a jamais été impliquée dans un conflit militaire. Avec la paix de Brömsebro en 1645, Halland et Varberg, ainsi que la forteresse, sont devenus suédois. Au fil du temps, la forteresse a perdu de son importance militaire et a finalement été retirée de la défense nationale en 1830. Au cours du XIXe siècle, la forteresse de Varberg a été principalement utilisée comme prison, et une prison cellulaire moderne (kronohäkte) a été construite dans ses murs en 1856. Le dernier prisonnier a quitté la forteresse en 1931.
Aujourd'hui, la forteresse de Varberg est l'une des principales destinations touristiques de Halland. Depuis 1916, le musée d'histoire culturelle de Halland, y compris les Bockstensmannen, y a ses locaux. La forteresse appartient à l'État et est gérée par le Conseil national des biens (Statens fastighetsverk). Elle est protégée en tant que monument de l'État depuis 1935. 

## Représentation à la gare centrale de Stockholm
Lorsque la gare centrale de Stockholm a été rénovée en 1927 et que le nouveau hall central a été construit, huit peintures murales représentant divers paysages suédois ont été peintes sur le côté est du hall d'attente. Elles ont été réalisées par les artistes John Ericsson et Natan Johansson. La forteresse de Varberg est le sujet de la septième peinture en partant du nord.